# 1973年バレーボール男子南米選手権
1973年バレーボール男子南米選手権（1973 Men's South American Volleyball Championship）は、1973年にコロンビアのブカラマンガで開催された、南米バレーボール連盟主催の第10回バレーボール南米選手権男子大会。
出場国は5カ国。ブラジルが4大会連続9回目の優勝を飾った。

## 最終結果
| 順位 | 国           |
| ---- | ------------ |
| 1    | ブラジル     |
| 2    | アルゼンチン |
| 3    | ベネズエラ   |
| 4    | チリ         |
| 5    | コロンビア   |